# Kirchberg ob der Donau
Kirchberg ob der Donau település Ausztriában, Felső-Ausztria tartományban, a Rohrbachi járásban. , területe 21 km².

## Fekvése
Tengerszint feletti magassága 591 méter. Kirchberg ob der Donau Altenfelden, Kleinzell im Mühlkreis, Sankt Martin im Mühlkreis, Aschach an der Donau, Hartkirchen, Haibach ob der Donau és Niederkappel településekkel határos.

## Népesség
Lakosainak száma 1055 fő (2018. január 1.).